# Mullvaden (roman)
Mullvaden (engelska: Tinker Tailor Soldier Spy) är en spionroman från 1974 av John le Carré. Den är den första boken i vad som informellt kallas "Karlatrilogin". Den åtföljs av Käpp i hjulet (1977, originaltitel: The Honourable Schoolboy) och Vinnare och förlorare (1979, originaltitel: Smiley's People).
Översättningen till svenska gjordes av Nils A Bengtsson.
Romanen gjordes till en tv-serie av BBC som visades 1979. År 2011 kom också en film baserad på boken, Tinker, Tailor, Soldier, Spy.

## Handling
Den gamle, överviktige, tystlåtne och skarpsinte huvudrollsinnehavaren George Smiley, återinkallas från sin pensionering för att utreda den brittiska underrättelsetjänstens integritet. Inom tjänsten, som informellt kallas "cirkusen" eftersom huvudkontoret befinner sig i Londons Cambridge Circus, finns en mullvad som kan ha komprometterat allt. Få människor går därför att lita helt på, och boken leder oss genom Smileys försiktiga men noggranna utfrågningar och avslöjar hur Smiley tillsammans med så många andra blev avskedade och hur "cirkusen" plötsligt vändes ut-och-in.

## Om romanen
I "Karlatrilogin", men framförallt i Mullvaden, söker le Carré att skönlitterärt återge sina personliga erfarenheter från 1950- och 1960-talet, då han var anställd av brittiska underrättelsetjänsten MI6.[källa behövs] Under denna period avslöjades Kim Philby, Guy Burgess och Donald Maclean som sovjetiska mullvadar. Då hade dessa redan tillfogat MI6 enorma personal- och materialskador. 

### Romanens titel
Romanens titel kommer från den engelska räkneramsan tinker, tailor, soldier, sailor, richman, poorman, beggarman, thief. Några av orden används som kodnamn för de fem misstänkta mullvadarna:
- Tinker: Percy Alleline - nuvarande chef för "cirkusen".
- Tailor: Bill Haydon - chef för Londonstationen och därmed alla underrättelseoperationer.
- Soldier: Roy Bland - chef för spionage i Warszawapaktsländer.
- Poorman: Toby Esterhase - chef för den interna säkerheten.
- Beggarman: Smiley själv.

### Fotnoter
1. ↑  ”Tinker Tailor Soldier Spy” (på engelska). Worldcat. 19 mars 1974. https://www.worldcat.org/title/tinker-tailor-soldier-spy/oclc/867935&referer=brief_results. Läst 19 november 2015.